# Cryptophlebia
Cryptophlebia är ett släkte av fjärilar som beskrevs av Walsingham 1899. Cryptophlebia ingår i familjen vecklare.

## Dottertaxa tillCryptophlebia, i alfabetisk ordning[1][2]
- Cryptophlebia amblyopa
- Cryptophlebia aniacra
- Cryptophlebia aphos
- Cryptophlebia apicinudana
- Cryptophlebia atrilinea
- Cryptophlebia batrachopa
- Cryptophlebia caeca
- Cryptophlebia callosoma
- Cryptophlebia carpophaga
- Cryptophlebia carpophagoides
- Cryptophlebia cartarica
- Cryptophlebia chaomorpha
- Cryptophlebia citrogramma
- Cryptophlebia cnemoptila
- Cryptophlebia colivora
- Cryptophlebia cortesi
- Cryptophlebia distorta
- Cryptophlebia dolichogonia
- Cryptophlebia ecnomia
- Cryptophlebia encarpa
- Cryptophlebia etiennei
- Cryptophlebia eutacta
- Cryptophlebia farraginea
- Cryptophlebia fulva
- Cryptophlebia hemitoma
- Cryptophlebia hemon
- Cryptophlebia horii
- Cryptophlebia illepida
- Cryptophlebia iridoschema
- Cryptophlebia iridosoma
- Cryptophlebia isomalla
- Cryptophlebia lasiandra
- Cryptophlebia leucotreta
- Cryptophlebia macrogona
- Cryptophlebia macrops
- Cryptophlebia melanopoda
- Cryptophlebia micrometra
- Cryptophlebia moriutii
- Cryptophlebia nannophthalma
- Cryptophlebia nota
- Cryptophlebia notopeta
- Cryptophlebia nythobia
- Cryptophlebia ombrodelta
- Cryptophlebia pallifimbriana
- Cryptophlebia peltastica
- Cryptophlebia perfracta
- Cryptophlebia phaeacma
- Cryptophlebia praesiliens
- Cryptophlebia repletana
- Cryptophlebia rhizophorae
- Cryptophlebia rhynchias
- Cryptophlebia roerigii
- Cryptophlebia saileri
- Cryptophlebia semilunana
- Cryptophlebia sigerui
- Cryptophlebia socotrensis
- Cryptophlebia strepsibathra
- Cryptophlebia suffusa
- Cryptophlebia sumatrana
- Cryptophlebia tetrao
- Cryptophlebia tetraploca
- Cryptophlebia thynchias
- Cryptophlebia toxogramma
- Cryptophlebia trichosma
- Cryptophlebia williamsi
- Cryptophlebia vitiensis
- Cryptophlebia vulpes
- Cryptophlebia xylodelta
- Cryptophlebia yasudai